# إيمانويل ديفيد تاننباوم
ايمانويل ديفيد تننباوم (بالإنجليزية: Emmanuel David Tannenbaum)‏ (و. 1978 – 2012 م) هو رياضياتي، وفيزيائي، وأحيائي 
توفي عن عمر يناهز 34 عاماً.

## التعليم
تعلم في جامعة هارفارد